# AND-OR-Invert
AND-OR-Invert-Gatter (abgekürzt AOI-Gatter) sind eine Kombination von Logikgattern, die aus einem oder mehreren UND-Gattern gefolgt von einem NOR-Gatter bestehen. Sie lassen sich in Logikfamilien wie CMOS oder TTL mit wenig Aufwand als gemischtes Gatter realisieren. Sie sind dual zu den OR-AND-Invert-Gattern.

## Übersicht
Die mit einem AOI-Gatter realisierte Funktion entspricht der negierten Sum-of-products-Formulierung von Booleschen Funktionen. {\displaystyle n} Gruppen mit {\displaystyle m_{i}}, {\displaystyle m_{i}\geq 1,i=1\ldots n} Eingangssignalen werden mit UND verknüpft. Diese Werte werden dann mit einem NOR-Gatter mit {\displaystyle n} Eingängen verknüpft.

### Bezeichnungen
Die Anzahl der Eingänge für jedes UND-Gatter steht den Buchstaben 'AOI' vorangestellt und sind durch Bindestrichte getrennt. Ein 2-1 AOI-Gatter verknüpft beispielsweise zwei seiner Eingänge mit UND, dieses Ergebnis dann mit dem dritten Eingang mit NOR. Eine alternative Schreibweise ist AOI21.

### 2-1 AOI-Gatter

Symbol for ein 2-1 AOI-Gatter. Das UND-Gatter hat die Eingänge A und B.

Ein 2-1 AOI-Gatter realisiert die Funktion
{\displaystyle Y={\overline {(A\land B)\lor C}}}
mit der Wahrheitstabelle
| Wahrheitstabelle 2-1 AOI |               |               |           |
| Eingang A B C            | Eingang A B C | Eingang A B C | Ausgang Y |
| 0                        | 0             | 0             | 1         |
| 0                        | 0             | 1             | 0         |
| 0                        | 1             | 0             | 1         |
| 0                        | 1             | 1             | 0         |
| 1                        | 0             | 0             | 1         |
| 1                        | 0             | 1             | 0         |
| 1                        | 1             | 0             | 0         |
| 1                        | 1             | 1             | 0         |

### 2-2 AOI-Gatter
Ein 2-2 AOI-Gatter realisiert die Funktion

Symbol eines 2-2 AOI-Gatters

{\displaystyle Y={\overline {(A\land B)\lor (C\land D)}}}
mit der Wahrheitstabelle
| Wahrheitstabelle 2-2 AOI |                 |                 |                 |           |
| Eingang A B C D          | Eingang A B C D | Eingang A B C D | Eingang A B C D | Ausgang Y |
| 0                        | 0               | 0               | 0               | 1         |
| 0                        | 0               | 0               | 1               | 1         |
| 0                        | 0               | 1               | 0               | 1         |
| 0                        | 0               | 1               | 1               | 0         |
| 0                        | 1               | 0               | 0               | 1         |
| 0                        | 1               | 0               | 1               | 1         |
| 0                        | 1               | 1               | 0               | 1         |
| 0                        | 1               | 1               | 1               | 0         |
| 1                        | 0               | 0               | 0               | 1         |
| 1                        | 0               | 0               | 1               | 1         |
| 1                        | 0               | 1               | 0               | 1         |
| 1                        | 0               | 1               | 1               | 0         |
| 1                        | 1               | 0               | 0               | 0         |
| 1                        | 1               | 0               | 1               | 0         |
| 1                        | 1               | 1               | 0               | 0         |
| 1                        | 1               | 1               | 1               | 0         |

## Implementierungen

Y = A + B C in CMOS, als gemischtes Gatter (links) und mit Standardgattern (rechts)

### CMOS
AOI-Gatter können in CMOS effizient als gemischte Gatter implementiert werden. Ein Beispiel zeigt die folgende Abbildung, in der die Realisierung mit gemischten Gattern sechs Transistoren erfordert und Realisierung mittels UND- und NOR-Gatter 10 Transistoren.

### Implementierungen in integrierten Schaltkreisen
Der 74xx51 - Schaltkreis aus der 74xx-Serie von Texas Instruments hat ein 2-2 AOI-Gatter und ein 3-3 AOI-Gatter auf einem Chip.

## Erweiterungen
Es ist auch möglich, in CMOS gemischte Gatter zu konstruieren, mit denen komplexere Funktionen direkt realisiert werden können. Ein Beispiel aus  hierfür ist die Realisierung von
{\displaystyle Y={\overline {((C\land D)\lor B)\land A}}} mittels CMOS, wie in der Abbildung unten gezeigt.
Ein derartiges Gatter mit {\displaystyle n} Eingängen hat in CMOS {\displaystyle 2n} Transistoren.